# ألبيرث إيليس
ألبيرث خوسيه إليس مارتينيز (مواليد 12 فبراير 1996)، ولقبه لا بانتيرا الصغيرة (النمر الصغير)، هو لاعب كرة قدم هندوراسي محترف يلعب في مركز المهاجم لنادي الدوري الهندوراسي أوليمبيا والمنتخب الهندوراسي.

## مسيرة النادي

### الشباب
لعب إليس لأول مرة مع فريق الشباب لنادي ريال إسبانيا في سان بيدرو سولا. ثم انتقل إلى أوليمبيا، حيث خاض أول مباراة احترافية له في سبتمبر 2013.

### أوليمبيا
خاض إليس أول مباراة احترافية له في 2 سبتمبر 2013 في مباراة في الدوري الهندوراسي ضد موتاجوا. دخل إليس كبديل لـ أنتوني لوزانو ليساعد في تأمين الفوز 2–1 في الكلاسيكو العاصمي. سجل هدفه الاحترافي الأول في 5 أغسطس 2014 ليمنح أوليمبيا فوزًا 1–0 على ألفا يونايتد. جاء هدفه الأول في الدوري في 24 أغسطس 2014 في الفوز 4–0 على ماراثون. سجل إليس مرة أخرى في 21 سبتمبر ضد بيدا، كما سجل هدف الفوز في انتصار 2–1 ضد فريقه السابق ريال إسبانيا في 28 سبتمبر.

### مونتيري
بعد 61 مباراة و25 هدفًا مع أوليمبيا، انضم إليس إلى مونتيري في 26 أغسطس 2016. خاض أول مباراة له مع مونتيري في 10 سبتمبر 2016 في تعادل 0–0 مع تيخوانا. بعد خمس مباريات فقط وبدون أهداف أو تمريرات حاسمة، أعار مونتيري إليس إلى نادي الدوري الأمريكي هيوستن دينامو لموسم 2017.

### هيوستن دينامو
في 4 مارس 2017، خاض إليس أول مباراة له مع الدينامو في أولى مباريات موسم 2017؛ فوز 2–1 على حامل اللقب سياتل ساوندرز. سجل إليس هدفه الأول مع الدينامو في المباراة التالية للفريق، حيث فازوا 3–1 ضد كولومبوس كرو. سجل أول تمريرة حاسمة له مع هيوستن في 18 مارس في خسارة 4–2 أمام بورتلاند تيمبرز. في 27 سبتمبر، سجل إليس هدفين متأخرين لمساعدة الدينامو على تعويض تأخر 3–1. ساعد الفريق على التأهل لتصفيات الدوري الأمريكي لأول مرة منذ عام 2013. في المباراة الافتتاحية للتصفيات، سجل إليس هدف الفوز في الوقت الإضافي ضد سبورتينغ كانساس سيتي. بشكل عام، قدم موسمًا أول قويًا، حيث سجل 11 هدفًا وسجل أربع تمريرات حاسمة في 30 مباراة في جميع المسابقات. في 13 ديسمبر، أعلن الدينامو عن حصولهم على إليس بانتقال دائم من مونتيري.
سجل إليس تمريرتين حاسمتين في المباراة الأولى من موسم 2018، فوز 4–0 على أتلانتا يونايتد. استمتع ببداية قوية للموسم، حيث سجل ثمانية أهداف وصنع خمسة أخرى في أول 12 مباراة وتم اختياره في فريق الأسبوع بالدوري الأمريكي أربع مرات خلال تلك الفترة. في 29 يونيو 2018، تم اختيار إليس ضمن الفريق الذي سيلعب ضد يوفنتوس في مباراة نجوم الدوري الأمريكي. دخل كبديل في الشوط الثاني لـ كارلوس فيلا. في 3 يوليو، سجل تمريرة حاسمة في الدقيقة 96 للمساعدة في إنقاذ تعادل 2–2 مع لوس أنجلوس. سجل إليس تمريرتين حاسمتين في نهائي كأس الولايات المتحدة المفتوحة في 26 سبتمبر، حيث هزم الدينامو فيلادلفيا يونيون 3–0 ليحققوا أول كأس مفتوحة للولايات المتحدة في تاريخهم. أنهى إليس العام بـ 21 هدفًا وتمريرة حاسمة مجتمعة في الدوري الأمريكي، وهو رقم قياسي للنادي في موسم واحد.
في 27 فبراير 2019، دخل إليس كبديل في مباراة الإياب في دوري أبطال الكونكاكاف للدينامو ضد غواستاتويا وصنع هدف مايرو مانوتاس الذي منح الدينامو التقدم في مجموع المباراتين. في 16 مارس، سجل إليس هدفًا وصنع هدفي ميمو رودريغيز مع فوز الدينامو على فانكوفر وايتكابس 3–2. أداؤه جعله يختار في فريق الأسبوع بالدوري الأمريكي. في المباراة التالية لهيوستن، ساعد إليس الدينامو على بدء المباراة بقوة عندما سرق الكرة، وركض على الجناح الأيمن قبل أن يرسل عرضية منخفضة وضعها مانوتاس في الشباك في الدقيقة الثالثة. لم يكتفِ بمضايقة الدفاع، فقد سجل هدفًا بنفسه وسدد عرضيتين خطيرتين أسفرتا عن هدفين عكسيين، مما منح الدينامو فوزًا 4–1 على كولورادو رابيدز. تم اختيار إليس مرة أخرى في فريق الأسبوع بالدوري الأمريكي. في المباراة التالية للدينامو، ظل إليس حارًا، حيث سجل من تمريرة مانوتاس ليمنح إليس هدفًا في مباراته الثالثة على التوالي وليساعد الدينامو على تحقيق فوز 2–1 على سان خوسيه إيرثكويكس. في 19 أبريل، حول إليس ركلة جزاء ليسجل في مباراته الرابعة على التوالي، ومع ذلك خسر الدينامو أمام لوس أنجلوس غلاكسي 2–1. في 27 أبريل، ساعد إليس الدينامو على مواصلة بدايتهم الجيدة للموسم عندما سرق الكرة، ركض على الجناح الأيمن قبل أن يرسل عرضية منخفضة وضعها مانوتاس في الشباك في الدقيقة الثالثة. فاز هيوستن على كولومبوس كرو 2–0. في 4 مايو، ساعد إليس الدينامو على هزيمة المنافسين دالاس في مباراة ديربي تكساس، حيث صنع هدفًا في فوز 2–1. خاض أربع مباريات في مبارياته الخمس التالية للدينامو، مسجلًا هدفًا واحدًا وتمريرة حاسمة واحدة، قبل أن يغادر للانضمام إلى منتخب هندوراس في كأس الكونكاكاف الذهبية 2019. في أول مباراة له مع الدينامو بعد كأس الكونكاكاف الذهبية، سجل إليس هدفًا وجمع تمريرتين حاسمتين في فوز 4–0 على نيويورك ريد بولز. أداؤه جعله يختار في فريق الأسبوع بالدوري الأمريكي. في 17 يوليو، تلقى إليس بطاقة حمراء بعد مواجهة الحكم في الدقيقة السادسة من مباراة ضد أتلانتا يونايتد. خسر الدينامو المباراة 5–0. بالإضافة إلى الإيقاف التلقائي لمباراة واحدة، تم إصدار إيقاف إضافي لمباراة واحدة لإليس من قبل الدوري. عاد إليس من إيقافه في خسارة 1–0 أمام شيكاغو فاير في 3 أغسطس، ومع ذلك تلقى بطاقة صفراء، مما يعني أنه تم إيقافه لمباراة الدينامو التالية بسبب تراكم البطاقات الصفراء. عانى بعد عودته إلى الفريق، حيث سجل هدفًا واحدًا ولم يسجل أي تمريرات حاسمة في مبارياته الثماني التالية. أنهى إليس الموسم بقوة، مسجلًا هدفًا واحدًا وصانعًا هدفين آخرين في فوز 4–2 على غلاكسي في المباراة النهائية للموسم. تم اختياره في فريق الأسبوع للمرة الرابعة هذا الموسم.
غاب إليس عن أول مباراتين من موسم 2020 بسبب إصابة في أوتار الركبة تعرض لها خلال فترة الإعداد للموسم. تم إيقاف موسم الدوري الأمريكي بعد مباراتين بسبب جائحة فيروس كورونا. عاد الدوري الأمريكي للعب في يوليو مع بطولة العودة للدوري الأمريكي. في 13 يوليو، خاض إليس أول مباراة له هذا الموسم في أولى مباريات هيوستن في البطولة، تعادل 3–3 ضد لوس أنجلوس وسجل إليس هدفًا واحدًا في المباراة. سجل مرة أخرى في المباراة التالية لهيوستن، لكنه طرد أيضًا بسبب بطاقتين صفراوين حيث خسر هيوستن 2–1 أمام بورتلاند تيمبرز. في 25 أغسطس، سجل إليس هدفًا وصنع آخر في فوز 5–2 على سبورتينغ كانساس سيتي، لكنه استبدل في الشوط الأول بعد إصابة في ظهره. خاض مباراتين كبديل في مباراتيه التاليتين للدينامو، حيث سجل تمريرتين حاسمتين في فوز 3–0 على مينيسوتا يونايتد وسجل هدفًا واحدًا في فوز 2–1 على كانساس سيتي. مع انتشار شائعات الانتقال حول إليس، احتجزه الدينامو عن مبارياته الثلاث التالية. شوهد في مطار هيوستن في 17 سبتمبر وأعلن وداعه على وسائل التواصل الاجتماعي بعد يومين.

### بوافيشتا
في 21 سبتمبر 2020، انتقل إليس إلى نادي الدوري البرتغالي الممتاز بوافيشتا. لم يتم الكشف عن شروط الانتقال، ولكن ذكرت التقارير أن الرسوم كانت حوالي مليون دولار بالإضافة إلى نسبة بيع مستقبلية إلى جانب حوافز إضافية تعتمد على الأداء. سجل إليس هدفه الأول للفريق البرتغالي في 2 نوفمبر التالي، وهو الهدف الثاني في فوز 3–0 على أرضه على بنفيكا. في 11 نوفمبر، سجل أول تمريرة حاسمة له مع النادي، حيث صنع هدفًا لـ أنجيل غوميز في الخسارة 3–1 أمام فارنزي. سجل إليس أربعة أهداف أخرى وسجل أربع تمريرات حاسمة أخرى، مع هدف واحد من تلك الأهداف ضد بورتو في تعادل 2–2. في 1 مايو 2021، سجل هدفين ضد سانتا كلارا في تعادل 3–3، وتم ترشيح أحد هذه الأهداف كهدف العام في الدوري البرتغالي الممتاز. أنهى الموسم بمجموع 8 أهداف وست تمريرات حاسمة.

### بوردو
في 25 أغسطس 2021، انضم إليس إلى نادي الدوري الفرنسي جيروندان بوردو على سبيل الإعارة. خاض أول مباراة له في 3 أكتوبر في الهزيمة 3–0 خارج أرضه أمام موناكو، حيث دخل كبديل لـ سامويل كالو في الدقيقة 55. سجل هدفه الأول في 24 أكتوبر التالي في تعادل 1–1 مع لوريون. سجل إليس مرة أخرى في 6 نوفمبر التالي في خسارة بوردو 3–2 على أرضه أمام باريس سان جيرمان.
في 9 يونيو 2022، أعلن بوردو أن خيار الشراء في صفقة إعارة إليس قد تم تفعيله. خلال موسم 2021–22 مع النادي، سجل تسعة أهداف وقدم تمريرة حاسمة واحدة في واحد وعشرين مباراة.

#### إعارة إلى بريست
في 30 يناير 2023، انضم إليس إلى نادي الدرجة الأولى ستاد بريست 29 على سبيل الإعارة حتى نهاية الموسم، مع خيار شراء لصالح النادي الفرنسي.

### العودة إلى بوردو
بعد انتهاء إعارته لبريست، عاد إلى جيروندان بوردو.
في 24 فبراير 2024، خلال مباراة في الدوري الفرنسي الدرجة الثانية ضد غانغون، تعرض لإصابة خطيرة في الرأس ودخل في غيبوبة لمدة أربعة أيام.
بسبب التعافي، لم يلعب أي مباراة منذ ذلك الحين. 
في أغسطس 2024، أعلن بوردو إفلاسه وتم تخفيض درجته إلى الدوري الفرنسي الدرجة الرابعة، مما أفقده الوضع الاحترافي، وبالتالي إنهاء عقد إليس مع النادي.

### العودة إلى كرة القدم الهندوراسية
في 16 يناير 2025، عاد إليس إلى ناديه الذي نشأ فيه أوليمبيا بعد أكثر من ثماني سنوات من اللعب في الخارج، ووقع عقدًا لمدة عام واحد مع النادي.

## مسيرته الدولية

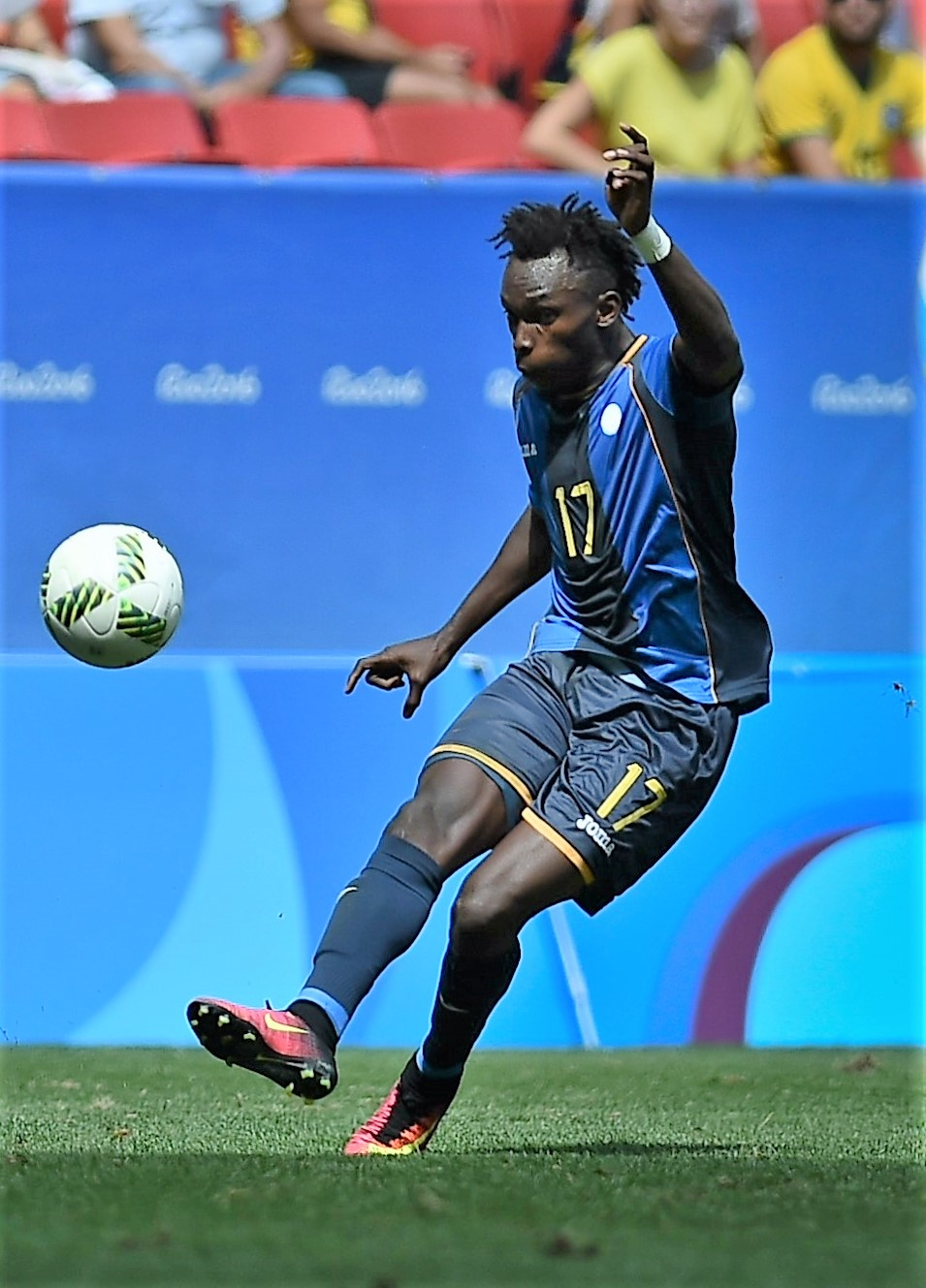
إليس يلعب لهندوراس في الألعاب الأوليمبية الصيفية 2016

مثل إليس هندوراس لأول مرة على مستوى المنتخب تحت 17 سنة في مباراة تصفيات بطولة الكونكاكاف تحت 17 سنة 2013 في 7 ديسمبر 2012، حيث سجل هدفًا في فوز 5–2 على السلفادور. في مباراتهم التالية، سجل إليس هاتريك لمساعدة هندوراس على هزيمة كوستاريكا 3–0. أنهى كأفضل هداف بأربعة أهداف وساعد هندوراس على إنهاء صدارة المجموعة المركزية الأمريكية. شارك إليس في بطولة الكونكاكاف تحت 17 سنة 2013، حيث سجل هدفًا واحدًا وساعد هندوراس على إنهاء المركز الرابع. في كأس العالم تحت 17 سنة لكرة القدم 2013، خاض إليس أربع مباريات وساعد هندوراس على الوصول إلى ربع النهائي.
في 30 سبتمبر 2014، تم استدعاء إليس من قبل المدرب هيرنان ميدفورد إلى المنتخب الهندوراسي. خاض أول مباراة دولية له في 9 أكتوبر 2014 في مباراة ودية ضد المنتخب المكسيكي، خسارة 2–0.
بعد أربع مباريات دولية، لعب إليس في فريق هندوراس تحت 21 سنة في ألعاب أمريكا الوسطى والكاريبي 2014، حيث خاض مباراتين مع إنهاء هندوراس في المركز الرابع. كان أيضًا جزءًا من فريق هندوراس تحت 20 سنة الذي لعب في بطولة الكونكاكاف تحت 20 سنة 2015. سجل إليس أربعة أهداف في ست مباريات لمساعدة هندوراس على إنهاء المركز الثالث والتأهل لـ كأس العالم تحت 20 سنة لكرة القدم 2015. في كأس العالم تحت 20 سنة، شارك إليس في جميع مباريات المجموعة الثلاث، لكنه لم يتمكن من مساعدة هندوراس على تجاوز مرحلة المجموعات. قاد إليس فريق هندوراس تحت 23 سنة إلى المركز الثاني في بطولة الكونكاكاف للتصفيات الأولمبية للرجال 2015 بتسجيل أربعة أهداف في خمس مباريات، بما في ذلك هدفين في فوز نصف النهائي 2–0 على المنتخب الأمريكي تحت 23 سنة. تم اختياره في التشكيلة المثالية للبطولة وأنهى كأفضل هداف.
عاد إليس إلى المنتخب الأول في ديسمبر 2015. سجل هدفيه الدوليين الأول والثاني في مباراة ودية ضد المنتخب الكوبي في 16 ديسمبر 2015. في 25 مارس 2016، سجل إليس هدفه الأول في مباراة دولية تنافسية، حيث سجل هدفًا واحدًا في تعادل 2–2 مع السلفادور في مباراة تصفيات كأس العالم.
في 25 يوليو 2016، تم اختيار إليس ضمن تشكيلة هندوراس تحت 23 سنة للعب في الألعاب الأوليمبية الصيفية 2016. شارك في جميع مباريات هندوراس الست وسجل هدفين، بما في ذلك هدف الفوز في مباراة ربع النهائي ضد كوريا الجنوبية، حيث ساعد هندوراس على إنهاء المركز الرابع.
في 29 يونيو 2017، تم اختيار إليس ضمن تشكيلة 23 لاعبًا لـ كأس الكونكاكاف الذهبية 2017. خاض أربع مباريات وساعد هندوراس على الوصول إلى ربع النهائي، حيث خسروا 1–0 أمام المكسيك.
في 6 يونيو 2019، اختار فابيان كويتو إليس ضمن تشكيلة 23 لاعبًا لـ كأس الكونكاكاف الذهبية 2019. ومع ذلك، كانت البطولة مخيبة للآمال لهندوراس وإليس، حيث فشل في التسجيل في مبارياته الثلاث وأنهت هندوراس في المركز الأخير في مجموعتها.
في 6 يونيو 2021، سجل إليس في مباراة تحديد المركز الثالث في بطولة دوري أمم الكونكاكاف. سجل إليس ما بدا أنه هدف الفوز ضد كوستاريكا في الدقيقة 80، لكن فرانسيسكو كالفو عادل النتيجة لـ "لوس تيكوس" بعد خمس دقائق. ومع ذلك، هزمت هندوراس كوستاريكا بـ ركلات الترجيح لتضمن ميدالية برونزية.

## الحياة الشخصية
وُلد إليس في سان خوان تيلا لوالديه عثمان إليس ويوحاني مارتينيز. نشأ في حي صعب وعنيف في سان بيدرو سولا بعد انتقال العائلة إلى المدينة عندما كان إليس صغيرًا. شقيقه الأكبر، عثمان إليس مارتينيز، هو لاعب كرة قدم محترف لعب آخر مرة لهندوراس بروغريسو. كان والده لاعب كرة قدم محترف؛ لاعب وسط أيمن، لعب في الدرجة الثانية الهندوراسية. إليس من أصول غاريفونية.
لقبه «لا بانتيرا» (باللغة الإسبانية تعني النمر الصغير)، هو إشارة إلى مهاجم هندوراسي سابق ديفيد سوازو، الذي كان يُعرف باسم "لا بانتيرا" وهو أيضًا من سان بيدرو سولا. إليس مهتم بالموضة ويمتلك أكثر من 100 زوج من الأحذية. قام إليس بأعمال خيرية لبلده الأم، مثل التبرع بأجهزة كمبيوتر لمدرسته القديمة، والتبرع بأحذية للأطفال، وإصلاح الحدائق المحلية.

## إحصائيات مسيرته

### النادي
آخر تحديث 24 فبراير 2024.
| النادي                 | الموسم         | الدوري                        | الدوري | الدوري  | الكأس الوطنية | الكأس الوطنية | كأس الدوري | كأس الدوري | قاري   | قاري    | المجموع | المجموع |
| النادي                 | الموسم         | الدرجة                        | الظهور | الأهداف | الظهور        | الأهداف       | الظهور     | الأهداف    | الظهور | الأهداف | الظهور  | الأهداف |
| ---------------------- | -------------- | ----------------------------- | ------ | ------- | ------------- | ------------- | ---------- | ---------- | ------ | ------- | ------- | ------- |
| أوليمبيا               | 2013–14        | الدوري الهندوراسي             | 9      | 0       | —             | —             | —          | —          | —      | —       | 9       | 0       |
| أوليمبيا               | 2014–15        | الدوري الوطني                 | 18     | 6       | 3             | 1             | —          | —          | 6      | 1       | 27      | 8       |
| أوليمبيا               | 2015–16        | الدوري الوطني                 | 35     | 19      | 2             | 1             | —          | —          | 4      | 2       | 41      | 22      |
| أوليمبيا               | المجموع        | المجموع                       | 62     | 25      | 5             | 2             | —          | —          | 10     | 3       | 77      | 30      |
| مونتيري                | 2016–17        | الدوري المكسيكي               | 5      | 0       | 0             | 0             | —          | —          | 0      | 0       | 5       | 0       |
| هيوستن دينامو (إعارة)  | 2017           | الدوري الأمريكي               | 26     | 10      | 0             | 0             | 4          | 1          | —      | —       | 30      | 11      |
| هيوستن دينامو          | 2018           | الدوري الأمريكي               | 30     | 11      | 4             | 0             | —          | —          | —      | —       | 34      | 11      |
| هيوستن دينامو          | 2019           | الدوري الأمريكي               | 26     | 9       | 0             | 0             | —          | —          | 5      | 0       | 31      | 9       |
| هيوستن دينامو          | 2020           | الدوري الأمريكي               | 6      | 4       | —             | —             | —          | —          | —      | —       | 6       | 4       |
| هيوستن دينامو          | المجموع        | المجموع                       | 88     | 34      | 4             | 0             | 4          | 1          | 5      | 0       | 101     | 35      |
| بوافيشتا               | 2020–21        | الدوري البرتغالي              | 31     | 8       | 1             | 0             | —          | —          | —      | —       | 32      | 8       |
| جيروندان بوردو (إعارة) | 2021–22        | الدوري الفرنسي                | 20     | 9       | 1             | 0             | —          | —          | —      | —       | 21      | 9       |
| بوردو                  | 2022–23        | الدوري الفرنسي الدرجة الثانية | 16     | 1       | 3             | 0             | —          | —          | —      | —       | 19      | 1       |
| بريست (إعارة)          | 2022–23        | الدوري الفرنسي                | 10     | 0       | 0             | 0             | —          | —          | —      | —       | 10      | 0       |
| بوردو                  | 2023–24        | الدوري الفرنسي الدرجة الثانية | 19     | 5       | 2             | 0             | —          | —          | —      | —       | 21      | 5       |
| إجمالي المسيرة         | إجمالي المسيرة | إجمالي المسيرة                | 251    | 82      | 14            | 2             | 4          | 1          | 15     | 3       | 284     | 88      |

1. ↑  تشمل كأس هندوراس، كأس المكسيك، كأس الولايات المتحدة المفتوحة، كأس البرتغال، وكأس فرنسا
2. ↑  تشمل تصفيات كأس إم إل إس

### المسيرة الدولية
آخر تحديث مباراة لعبت في 29 يونيو 2023.
| المنتخب الوطني | السنة   | الظهور | الأهداف |
| -------------- | ------- | ------ | ------- |
| الهندوراس      | 2014    | 4      | 0       |
| الهندوراس      | 2015    | 1      | 2       |
| الهندوراس      | 2016    | 10     | 1       |
| الهندوراس      | 2017    | 13     | 4       |
| الهندوراس      | 2018    | 3      | 0       |
| الهندوراس      | 2019    | 11     | 3       |
| الهندوراس      | 2020    | 0      | 0       |
| الهندوراس      | 2021    | 11     | 2       |
| الهندوراس      | 2022    | 3      | 0       |
| الهندوراس      | 2023    | 4      | 1       |
| المجموع        | المجموع | 60     | 13      |

تشير الأعمدة إلى أهداف هندوراس أولاً، عمود النتيجة يشير إلى النتيجة بعد كل هدف سجله إليس.
| الرقم. | التاريخ        | المكان                                               | الخصم            | النتيجة | الإجمالي | المسابقة                         |
| ------ | -------------- | ---------------------------------------------------- | ---------------- | ------- | -------- | -------------------------------- |
| 1      | 16 ديسمبر 2015 | ملعب خوان رامون بريف فارجاس، خوتيكالبا، هندوراس      | كوبا             | 1–0     | 2–0      | مباراة ودية                      |
| 2      | 16 ديسمبر 2015 | ملعب خوان رامون بريف فارجاس، خوتيكالبا، هندوراس      | كوبا             | 2–0     | 2–0      | مباراة ودية                      |
| 3      | 25 مارس 2016   | ملعب كوسكاتلان، سان سلفادور، السلفادور               | السلفادور        | 1–0     | 2–2      | تصفيات كأس العالم 2018           |
| 4      | 13 يونيو 2017  | ملعب روميل فيرنانديز، بنما، بنما                     | بنما             | 2–1     | 2–2      | تصفيات كأس العالم 2018           |
| 5      | 1 سبتمبر 2017  | ملعب أتو بولدون، كوفا، ترينيداد وتوباغو              | ترينيداد وتوباغو | 2–0     | 2–1      | تصفيات كأس العالم 2018           |
| 6      | 10 أكتوبر 2017 | ملعب أوليمبيكو متروبوليتانو، سان بيدرو سولا، هندوراس | المكسيك          | 1–1     | 3–2      | تصفيات كأس العالم 2018           |
| 7      | 15 نوفمبر 2017 | ملعب أستراليا، سيدني، أستراليا                       | أستراليا         | 1–3     | 1–3      | تصفيات كأس العالم 2018           |
| 8      | 10 سبتمبر 2019 | ملعب أوليمبيكو متروبوليتانو، سان بيدرو سولا، هندوراس | تشيلي            | 1–1     | 2–1      | ودية                             |
| 9      | 17 نوفمبر 2019 | ملعب أوليمبيكو متروبوليتانو، سان بيدرو سولا، هندوراس | ترينيداد وتوباغو | 3–0     | 4–0      | دوري أمم الكونكاكاف 2019–20      |
| 10     | 17 نوفمبر 2019 | ملعب أوليمبيكو متروبوليتانو، سان بيدرو سولا، هندوراس | ترينيداد وتوباغو | 4–0     | 4–0      | دوري أمم الكونكاكاف 2019–20      |
| 11     | 6 يونيو 2021   | إمباور فيلد في مايل هاي، دنفر، الولايات المتحدة      | كوستاريكا        | 2–1     | 2–2      | نهائيات دوري أمم الكونكاكاف 2021 |
| 12     | 12 نوفمبر 2021 | ملعب أوليمبيكو متروبوليتانو، سان بيدرو سولا، هندوراس | بنما             | 1–0     | 2–3      | تصفيات كأس العالم 2022           |
| 13     | 29 يونيو 2023  | ملعب ستيت فارم، غلانديل، الولايات المتحدة            | قطر              | 1–1     | 1–1      | كأس الكونكاكاف الذهبية 2023      |

## الألقاب
أوليمبيا
- الدوري الهندوراسي: 2014 كلاسورا، 2015 كلاسورا، 2016 كلاسورا، 2025 كلاسورا
- كأس هندوراس: 2015

هيوستن دينامو
- كأس الولايات المتحدة المفتوحة: 2018

هندوراس
- دوري أمم الكونكاكاف المركز الثالث: 2019–20

فردية
- أفضل لاعب شاب في دوري أبطال الكونكاكاف: 2015–16[73]
- أفضل 11 لاعبًا في الكونكاكاف: 2017[74]
- أفضل لاعب من اختيار اللاعبين في الدينامو: 2017[75]
- وافد العام في هيوستن دينامو: 2017[75]
- نجم الدوري الأمريكي: 2018
- التشكيلة المثالية لنهائيات دوري أمم الكونكاكاف: 2021[76]

## روابط خارجية
- ألبيرث إيليس على فرق كرة القدم الوطنية.كوم
- ألبيرث إيليس  على موقع SportsReference  - سبورتس رفرنس
- ألبيرث إيليس  على سكروي

1. 1 2  الظهور في دوري أبطال الكونكاكاف
2. ↑  أربع مشاركات في دوري أبطال الكونكاكاف، ومشاركة واحدة في كأس الدوريات